# Aulacocyclus felderi
Aulacocyclus felderi là một loài bọ cánh cứng trong họ Passalidae. Loài này được Stolickza miêu tả khoa học năm 1873.